# Dipartimento di Nyong e Kéllé
Il dipartimento di Nyong e Kéllé è un dipartimento del Camerun nella regione del Centro.

## Comuni
Il dipartimento è suddiviso in 10 comuni:
- Biyouha
- Bondjock
- Bot-Makak
- Dibang
- Eséka
- Makak
- Matomb
- Messondo
- Ngog-Mapubi
- Nguibassal